# Progressione del record italiano dei 10000 metri piani femminili

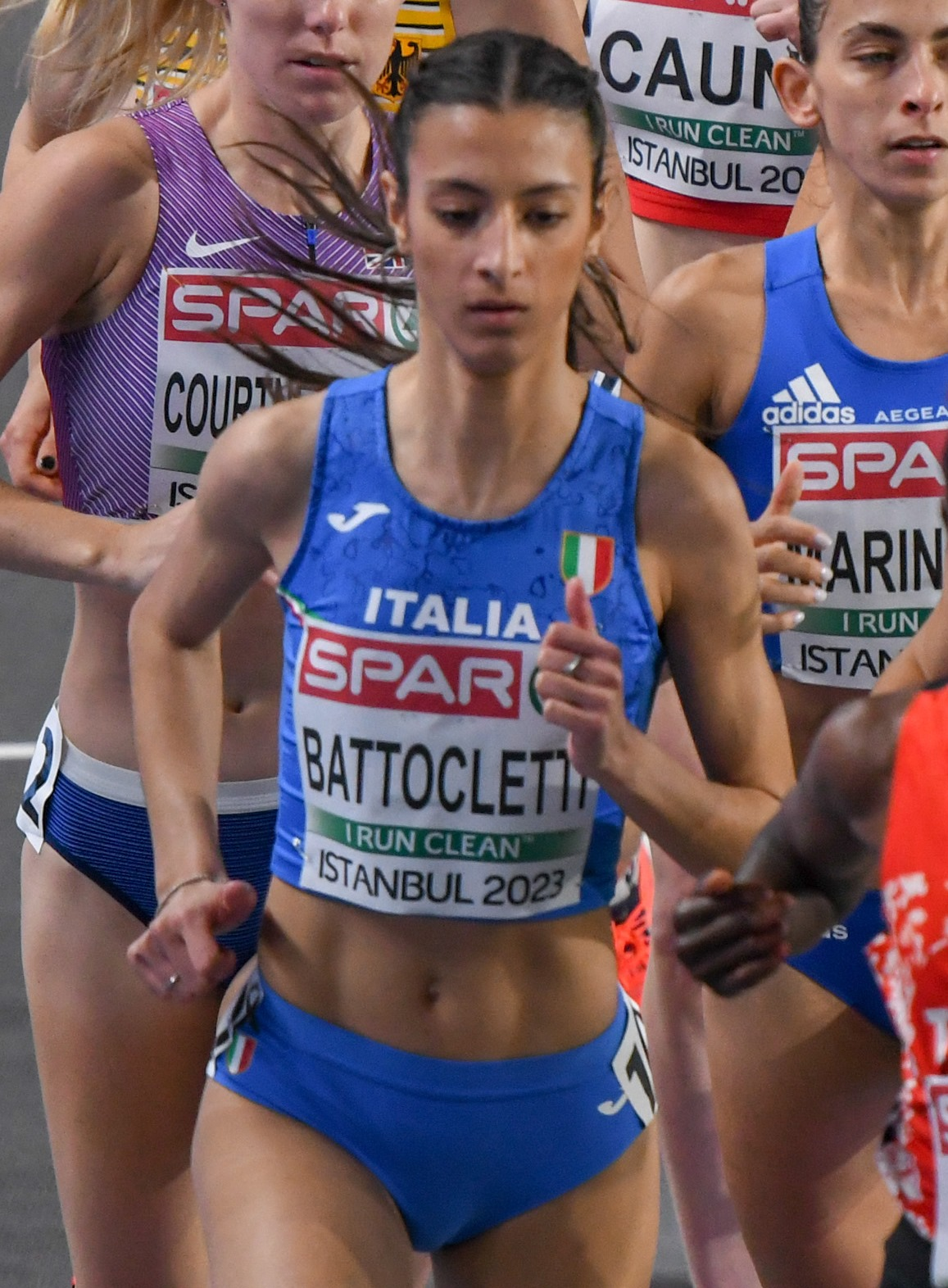
Nadia Battocletti, detentrice del record italiano dei 10 000 metri dal 2024.

La voce seguente illustra la progressione del record italiano dei 10 000 metri piani femminili su pista di atletica leggera.
Il primo record italiano femminile su questa distanza venne ratificato il 9 maggio 1970.

## Progressione
| Misura   | Atleta             | Società                          | Luogo     | Data           | Note |
| -------- | ------------------ | -------------------------------- | --------- | -------------- | ---- |
| 35'30"5  | Paola Pigni-Cacchi | Snia Libertas Torino             | Milano    | 9 maggio 1970  | m    |
| 33'39"0  | Paola Pigni-Cacchi | Snia Milano                      |           | 1972           | m    |
| 33'02"0  | Silvana Cruciata   | Fiamma Roma                      | Roma      | 4 maggio 1981  | m    |
| 32'40"22 | Cristina Tomasini  | Unione Sportiva Quercia Rovereto | Oslo      | 5 luglio 1986  |      |
| 32'04"34 | Maria Curatolo     | Fiat Sud Formia                  | Stoccarda | 30 agosto 1986 |      |
| 32'02"37 | Nadia Dandolo      | Fiamma Veneto                    | Spalato   | 31 agosto 1990 |      |
| 31'42"14 | Maria Guida        | Gruppo Sportivo Forestale        | Helsinki  | 13 agosto 1994 |      |
| 31'27"82 | Maria Guida        | Gruppo Sportivo Forestale        | Göteborg  | 9 agosto 1995  |      |
| 31'05"57 | Maura Viceconte    | Maratona di Torino               | Heusden   | 5 agosto 2000  |      |
| 30'51"32 | Nadia Battocletti  | Fiamme Azzurre                   | Roma      | 11 giugno 2024 |      |
| 30'43"35 | Nadia Battocletti  | Fiamme Azzurre                   | Parigi    | 9 agosto 2024  |      |